# Viola germainii
Viola germainii là một loài thực vật có hoa trong họ Hoa tím. Loài này được Sparre miêu tả khoa học đầu tiên năm 1949.